# Julianske kalender
Den julianske kalender blev indført af Julius Cæsar efter forslag fra grækeren Sosigenes i år 46 f.Kr. Ifølge den julianske kalender skulle hvert fjerde år være skudår, dvs. indeholde 366 dage i stedet for normalår på 365 dage efter den romerske kalender. Det julianske år har derfor en gennemsnitlig længde på 365,25 dage.
I egenskab af pontifex maximus, dvs Roms ypperstepræst, kunne Cæsar iværksætte kalenderreformen. Han havde allerede indskudt 23 dage i slutningen af februar, men der måtte yderligere 67 dage ind mellem november og december for at få årstiderne i gænge. Året 46 f.Kr blev dermed historiens længste, og varede hele 445 dage. 
Det julianske år på 365,25 dage er imidlertid 11 minutter og 14 sekunder for langt i forhold til et solår. Derfor indførte pave Gregor 13. den gregorianske kalender i år 1582 med forbedrede regler for skudår. Ifølge disse skal hele århundreder (som 1700, 1800, 1900 osv.) kun være skudår, hvis de er delelige med 400. Således er år 2000 et skudår, mens år 1900 ikke er det. Ved indførelsen af den gregorianske kalender bestemte Gregor 13. endvidere, at den 4. oktober 1582 (juliansk) skulle efterfølges direkte af den 15. oktober 1582 (gregoriansk). Hermed blev 10 dage indhentet, der omtrent svarede til den forskydning i forhold til solåret, der var opstået siden indførelsen af den julianske kalender.

## Skiftet fra juliansk til gregoriansk kalender
Den nye kalender blev hurtigst indført i de romersk-katolske lande, mens de fleste protestantiske lande beholdt den julianske kalender til et stykke ind i det 18. århundrede. Mange af de ortodokse lande beholdt den julianske kalender helt op til begyndelsen af 1900-tallet.
I Danmark skiftede man fra den julianske kalender til den gregorianske kalender i 1700, hvor den 18. februar blev direkte efterfulgt af den 1. marts. Dermed blev datoen rettet med 11 dage. Storbritannien skiftede først til den gregorianske kalender i 1758, mens Rusland først skiftede fra den julianske til den gregorianske kalender i 1918. Derfor kaldes den russiske revolution, der fandt sted den 7. november 1918 ifølge den gregorianske kalender, for Oktoberrevolutionen, da den ifølge den julianske kalender fandt sted på datoen 25. oktober.
I det 19. århundrede var forskellen mellem de to kalendre 12 dage, og mellem 1900 og 2100 er den 13 dage.